# Paeonia 'Xuan Li Duo Cai'
Paeonia lactiflora 'Xuan Li Duo Cai' (кит. трад. 絢麗多彩, упр. 绚丽多彩, пиньинь xuànlì duōcǎi) — созданный в Китае сорт пиона молочноцветкового (Paeonia lactiflora).

## Биологическое описание
Многолетнее травянистое растение, до 95 см высотой.
Цветки анемоновидные, 15×7 см, ароматные.
Лепестки красные, центр кремово-белый с вкраплением красного.

## В культуре
Раннецветущий сорт.
Условия культивирования см: Пион молочноцветковый.